# Чвалун, Сергей Николаевич
Сергей Николаевич Чвалун (род. 22 августа 1955) — советский и российский учёный-химик, специалист в области высокомолекулярных соединений, доктор химических наук (1995), член-корреспондент РАН (2019). Заведующий лабораторией функциональных полимерных структур Института синтетических полимерных материалов им. Н. С. Ениколопова РАН, кафедрой химии и технологии высокомолекулярных соединений ХТВМС Института тонких химических технологий им. М. В. Ломоносова.

## Биография
В 1978 г. с отличием окончил факультет молекулярной и химической физики Московского физико-технического института, в 1981 г. — аспирантуру того же факультета по специальности «Химическая физика»

## Научная деятельность
Научные интересы С. Н. Чвалуна лежат в области физической химии высокомолекулярных соединений. Основное направление работ — установление взаимосвязи между химическим строением, надмолекулярной организацией и физико-химическими характеристиками полимеров и композиционных материалов.
В 1981 защитил кандидатскую диссертацию «Структурное и термодинамическое исследование процесса упругого нагружения ориентированных пленок полиэтилена», а в 1995 — докторскую «Надмолекулярная организация полимеров различного химического строения в ориентированном состоянии»
Автор более 300 работ в рецензируемых научных журналах и 15 зарубежных и российских патентов

### Избранные труды
- Effect of temperature on the supramolecular tubular structure in oriented fibers of a poly (methacrylate) with tapered side groups Y.K.Kwon, S.N. Chvalun, J. Blackwell, V. Percec, J.A. Heck. Macromolecules. — 1995. — Vol. 28. — № 5. — P. 1552—1558
- Cryochemical synthesis and structure of metal‐containing poly(p‐xylylenes): system poly(chloro‐p‐xylylene)‐Ag G.N. Gerasimov, V.A. Sochilin, S.N. Chvalun, L.V. Volkova, I.Y. Kardash Macromolecular Chemistry and Physics. — 1996. — Vol. 197. — №. 4. — P. 1387—1393.
- Полимерные нанокомпозиты С. Н. Чвалун Природа. — 2000. — № 7. — С. 58-70.
- ГПП синтез поли-п-ксилилен — металл/полупроводник нанокомпозиционных материалов для химических сенсоров Е. И. Григорьев , С. А. Завьялов , С. Н. Чвалун С. Н. Российские нанотехнологии. — 2006. — Т. 1. — № 1-2. — С. 58-70.
- Structure of gyroid mesophase formed by monodendrons with fluorinated alkyl tails S.N. Chvalun, M.A. Shcherbina, A.N. Yakunin, J. Blackwell, V. Percec //Polymer Science Series A. — 2007. — Vol. 49. — №. 2. — P. 158—167.

## Награды и премии
- Премия имени Е. С. Фёдорова (РАН, 2012) — за цикл работ «Структурообразование и фазовые превращения низкоразмерных самоорганизующихся систем различной симметрии»
- Премия Госкорпорации Росатом (2013) — за активную научно-исследовательскую деятельность и личный вклад в подготовку молодых научных кадров атомной отрасли
- Премия имени В. А. Каргина (РАН, 28 февраля 2023) — за цикл работ «Разработка структурно-физических подходов к созданию инновационных материалов конструкционного и функционального назначения на основе гибкоцепных полимеров»